# 丛毛岩报春
丛毛岩报春（学名：Primula tsongpenii）为报春花科报春花属下的一个种。

## 扩展阅读
- 維基物種上的相關：丛毛岩报春